# Декрепітація (спосіб збагачення)

Схема переробки сподуменової руди

Декрепіта́ція — спеціальний метод збагачення корисних копалин. Це вибіркове розкриття основане на здатності окремих мінералів руйнуватися по площинах спайності при нагріванні і подальшому швидкому охолоджуванні або тільки при нагріванні.

## Основи процесу
Процес декрипітаційного руйнування пояснюється наявністю кристалізаційної води, газо-рідинних включень, низькою теплопровідністю деяких мінералів, яскраво вираженою спайністю. Наявність кристалізаційної води і газо-рідинних включень при нагріванні приводить до появи в мінералі значних внутрішніх напружень, що є причиною виникнення тріщин і руйнування мінералів. Неоднорідні теплові властивості компонентів корисної копалини при нагріванні також приводять до появи великої кількості точок внутрішніх напружень. Збільшення внутрішніх напружень досягається різким охолодженням поверхні грудок корисної копалини, що й приводить або до її руйнування, або до ослабленню зв'язку між мінералами.

## Сировинна база
Мінерали, схильні до декрипітації: барит, кальцит, кам'яна сіль, кіаніт, силіманіт, сподумен, флюорит, слюда. Температура нагріву цих мінералів знаходиться в межах 400—1100 °C і залежить від взаємопроростання. У результаті декрипітації відбувається концентрація компонентів у вузьких класах.

## Декрипітація сподуменових (літієвих) руд
Декрипітація найбільш широко застосовується при переробці сподуменових (літієвих) руд. У цих рудах цінний компонент представлений α- сподуменом. При температурі 1100—1200 °C α-сподумен переходить в β-сподумен із зміною густини від 3150 до 2400 кг/м3. При цьому він розсипається в порошок крупністю до 0.15 мм. Порода (кварц, польовий шпат, слюда) не змінюється. На рисунку наведена схема переробки сподуменової руди родовища Кет-Лейк (Канада).
Схема включає:
- дроблення руди до 19 мм;
- виділення класу 0-0.2 мм як відвального продукту;
- випалення кл. 0.2-19 мм у обертових барабанних печах при t =1100 оС (ступінь переходу {\displaystyle \alpha \rightarrow \beta } складає близько 99%);
- охолоджування руди;
- подрібнення в барабанному млині з гумовою футеровкою до ~0,07 мм;
- тонке грохочення або повітряну класифікацію.

Сульфатизація {\displaystyle \beta }-сподумену йде при обпалі газом, який подається назустріч концентрату. На виході з обертальної пічки температура сульфітизованого матеріалу 250С. Його обробляють водою у реакторі, неперервно перемішуючи із стисненим повітрям. У реакторі нейтралізується надлишок сірчаної кислоти карбонатом кальцію до рН 6-6,5. Після цього маса надходить на барабанний вакуум-фільтр, на якому залишок промивається водою (промивні води використовують для вилужування нової порції спікання). За вологості близько 30% нерозчинний залишок виводять з процесу як відвал. Втрати разом із ним літію складають набагато менше 1% вмісту елемента у концентраті, а невеликі кількості рубітію та цезію, які можуть бути у сподуменовому концентраті, втрачаються повністю. 
Розчин, після вилучення літію з піску, містить {\displaystyle \mathrm {Li_{2}SO_{4}} } (до 100г/л), сульфат натрію й ряд домішок, які до осаду {\displaystyle \mathrm {Li_{2}CO_{3}} } повинні бути видаленими. Спочатку розчин очищують від магнію, нейтралізуючи вапном до рН 12-14, магній осаджується у вигляді {\displaystyle \mathrm {Mg(OH)_{2}} .} Потім видаляють кальцій у вигляді {\displaystyle \mathrm {CaCO_{3}} ,} обробляючи розчин кальцифікованою водою (12 кг/м3). Після відділення на фільтр-прес залишків {\displaystyle \mathrm {Mg(OH)_{2}} } та {\displaystyle \mathrm {CaCO_{3}} } які по мірі накопичення вилужують водою до вилучення літію, розчин {\displaystyle \mathrm {Li_{2}SO_{4}} }залишається забрудненим алюмінієм (з рудного матеріалу переходить 2-4%) та залізом (з кородуючих трубопроводів). Для видалення цих домішок у вигляді {\displaystyle \mathrm {Me(OH)_{3}} } розчин нейтралізують сірчаною кислотою (до рН 7). Кислоту подають у живильних однокорпусного випарувального апарату, призначеного для концентрування розчину до близько 200г/л {\displaystyle \mathrm {Li_{2}SO_{4}} }. Після концентрування у розчин вносять для обезбарвлення трохи газової сажі, яка потім видаляється з осадом {\displaystyle \mathrm {Al(OH)_{3},\,\,Fe(OH)_{3}} }на рамному фільтрі. Очищений таким чином концентрований розчин надходить до реактору на стадію отримання {\displaystyle \mathrm {Li_{2}CO_{3}} }. Карбонат літію осаджують кальцифікованою содою за 90 градусів. Кристали {\displaystyle \mathrm {Li_{2}CO_{3}} } після відділення маточного розчину промивають деіонізованою водою. Таким чином, карбонат літію після промивання містить близько 80% основної речовини. Після другого промивання - вже 96-97%. Після відмивання й центрифугування сушать (із 10%-ю вологістю) при 510-635 мм.рт.ст. Така схема застосовується лише для {\displaystyle \beta }-сподумену. 
Основні операції декрипітаційного руйнування: випалення, охолоджування, подрібнення.
Крім збагачення сподуменових руд декрипітація може бути застосована також при збагаченні баритових, флюоритових та інших руд.